# Marino Tigani
Marino Tigani (Polistena, 5 settembre 1902 – Roma, maggio 1941) è stato uno scultore e pittore italiano.

## Opere
Realizzò nel 1934 un monumento alla memoria dei polistenesi caduti o dispersi durante la prima guerra mondiale, oggi conservato nella scuola elementare "Trieste".
Nel cimitero di Polistena ci sono la scultura Il ragazzo che ride e dipinti, tra cui Ritratto di donna con rose e Ragazzo con pipa.
La chiesa di Maria Santissima del Rosario ospita i seguenti dipinti del Tigani: 
- Santa Caterina da Siena,
- Madonna del Rosario di Pompei con San Domenico,
- un medaglione d'ingresso raffigurante San Domenico di Guzman,
- San Raffaele e Tobia e
- 21 vetrate che raffigurano la vita di Gesù e che sono state eseguite dalla ditta "Fontana" di Milano negli anni '30[4].

Alla memoria di Tigani è stato eretto un monumento realizzato da Domenico Mastroianni.